# Open Data Commons
Open Data Commons (ODC) ist ein Projekt der Open Knowledge Foundation (OKF). Das Projekt beschäftigt sich mit rechtlichen Fragestellungen zu offenen Daten/Datenbanken und stellt Lizenzverträge für offene Daten zur Verfügung.
Auf der Website des Projekts wird ein Lizenzgenerator bereitgestellt, mit dessen Hilfe angepasste Lizenzverträge für offene Daten erzeugt werden können.
Bislang wurden drei unterschiedliche Lizenzen veröffentlicht, die ihre Entsprechungen bei den Creative-Commons-Lizenzen finden.

## Geschichte
Die Firma Talis und das Science-Commons-Projekt von Creative Commons bemühten sich gemeinsam um die Schaffung der rechtlichen Voraussetzungen für das Erstellen und Nutzen offener Daten. In diesem Zusammenhang entwickelten Jordan Hatcher („opencontentlawyer“) und Charlotte Waelde von der University of Edinburgh aus der Talis Community Licence die Public Domain Dedication and License (PDDL).
Um diese Entwicklung zu tragen und diese und weitere Lizenzen weiterhin zu pflegen, wurde im Herbst 2007 innerhalb der gemeinnützigen Open Knowledge Foundation (OKF) das Projekt der Open Data Commons gestartet. Lizenzen der ODC stützen sich auf die Open Knowledge Definition (basierend auf der Open Source Definition der OSI) und Arbeit aus dem Creative-Commons-Projekt.
In intensivem Austausch mit dem OpenStreetMap-Projekt wurde die Copyleft-Lizenz Open Database License (ODC-ODbL) entwickelt, die 2009 veröffentlicht wurde. Von dieser wurde die ODC Attribution License abgeleitet. Am 11. Januar 2010 wurde erstmals ein Entwurf der Attribution License veröffentlicht, am 24. Juni die finale Version.

## Lizenzen
Daten/Datenbanken werden international mit unterschiedlichen Regelungen und Gesetzen als geistiges Eigentum geregelt. Während bei Software und Inhalten das Urheberrecht die relevanten Regelungen beinhaltet, sind für Datenbanken teils zusätzliche oder komplett andere Regelungen bestimmend. In der EU existiert zum Beispiel eine spezielle Datenbankdirektive, während in den USA das Copyright für Datenbanken gar nicht gilt.
Aus diesem Grund lizenzieren die ODC-Lizenzen das Copyright beziehungsweise Urheberrecht, spezielle Datenbankrechte, Patentrechte und Warenzeichen.
Die ODC-Lizenzen sind spezielle Daten/Datenbank-Lizenzen, bei denen bei Bedarf auch für die in entsprechend lizenzierten Datenbanken enthaltenen Inhalte unabhängige Bedingungen festgelegt werden können.

### Public Domain Dedication and License (PDDL)
Mit dieser Lizenz wird auf alle Urheberrechte an Daten/einer Datenbank verzichtet (analog: CC0). Die PDDL setzt das Science Commons Protocol für Open-Access-Daten um.

### Attribution License (ODC-By)
Diese Lizenz erlaubt Teilen und Bearbeiten von Daten/Datenbanken für beliebige Zwecke. Als Bedingung wird für die ODC-By-Lizenz die Namensnennung der Urheber des Werks verlangt (analog: CC BY).

### Open Database License (ODC-ODbL)
Die ODC-ODbL-Lizenz erlaubt Teilen und Bearbeiten von Daten/Datenbanken für beliebige Zwecke. Als Bedingungen werden die Namensnennung der Urheber des Werks verlangt sowie das Bereitstellen des neuen Werkes unter der gleichen Lizenz (analog: CC BY-SA).

## Anwender
Als namhaftes Projekt verwendet OpenStreetMap die ODbL. Am 12. September 2012 wurde der Umstieg von der früher verwendeten Lizenz CC BY-SA auf die ODbL für abgeschlossen erklärt.
Weitere Anwender sind zum Beispiel Open Corporates, OpenSpending, FarmSubsidy und Open Food Facts.